# Ольстерско-шотландский язык

Владение ольстерско-шотландским языком в Северной Ирландии, по данным Перепись населения Великобритании

Ольстерско-шотландский диалект (Ulster Scots dialect, braid Scots dialect, реже Ullians dialect) — германское наречие, образовавшееся от шотландского языка, исторически употреблявшееся шотландскими переселенцами в Ольстере.

## Происхождение и генетические связи
Исторически Ulster Scots braid являлся диалектом шотландских переселенцев в Ольстере и по сей день обнаруживает близкое генетическое родство с шотландским (германским) языком, так как является частью англо-шотландского языка Scots. 
Ольстерский диалект шотландского не следует путать с ольстерским вариантом английского языка, который генетически связан с говорами английских переселенцев, равно как и с малоупотребимым ольстерским диалектом ирландского языка.

## История
Ольстерско-шотландское наречие было принесено в Северную Ирландию в XVII веке, во время массового переселения шотландских и английских переселенцев на территорию Ольстера. Долгое время речь ольстерских шотландцев оставалась почти тождественной языку жителей нижней Шотландии, и лишь в XX веке началось заметное расслоение.

## Распространение
Исторически на Ulster Scots говорили в северных и восточных графствах Ольстера — Антриме и Лондондерри. В XIX и особенно XX веках в связи с урбанизацией и оттоком населения из рыбацких деревень — главной опоры ольстерско-шотландского наречия, оно начало приходить в упадок и забываться. В 1999 году, по различным оценкам, лишь около 2 % жителей Ольстера говорило на нем как на родном (число носителей, по разным данным колебалось от 30-35 тысяч до 100 тысяч).

## Статус и письменная норма
До XX века ольстерско-шотландское наречие воспринималось лишь как один из областных диалектов, хотя на нём выходили отдельные литературные произведения. Во второй половине XX века, несмотря на практическое отмирание Ulster Scots как разговорного языка значительно вырос его престиж как местного языка, символа сугубо ольстерской, не ирландской идентичности. Значительную роль в этом сыграло формирование идеологии ольстерского национализма. В 1990-е гг. были разработаны правила записи и орфография, с целью сделать письменный вариант ольстерско-шотландского наречия «настолько отличным от английского (а частично и шотландского), насколько это возможно». Были созданы общества для его защиты и распространения (Ulster Scots language society, Ulster Scots Agency). Спорным вопросом стала его классификация — большинство лингвистов по-прежнему считает, что речь может идти лишь об ольстерском варианте шотландского языка. Так же он именован совместной британско-ирландской комиссией по урегулированию ситуации в Ольстере.
Ullians следует понимать как разновидность шотландского языка, исторически употребляемую в части Северной Ирландии и Донеголла.
Разрабатываются обучающие программы для Ulster Scots. В разных частях Ольстера можно увидеть дорожные знаки и объявления, где текст идёт параллельно на английском и ольстерско-шотландском.